# Mjukvarusynt
En mjukvarusynt, även softsynth eller virtuellt instrument, är ett musikinstrument i form av ett datorprogram som likt en synthesizer producerar ljud. Mjukvarusyntar är typiskt billigare och enklare att ta med sig än dedikerad hårdvara, och lättare att få att samverka med andra musikprogram såsom en sequencer.
Ljudet kan vara helt datorskapat eller bygga på en sampling av ett vanligt instrument. Ett sätt att traktera dessa instrument på är med en MIDI-klaviatur som kopplas till datorn.

## Kända mjukvarusynttillverkare
- Steinberg Media Technologies
- Reason Studios
- MHC Synthesizers and Effects
- reFX